# Neoperla curvispina
Neoperla curvispina är en bäcksländeart som beskrevs av Wu, C.F. 1948. Neoperla curvispina ingår i släktet Neoperla och familjen jättebäcksländor. Inga underarter finns listade i Catalogue of Life.